# Campionati europei di atletica leggera 2018 - 400 metri piani maschili
I 400 metri piani maschili ai campionati europei di atletica leggera 2018 si sono svolti tra il 7 e il 10 agosto 2018.

## Podio
| Oro     | Matthew Hudson-Smith Gran Bretagna |
| Argento | Kévin Borlée Belgio                |
| Bronzo  | Jonathan Borlée Belgio             |

## Record
Prima di questa competizione, il record del mondo (RM), il record europeo (EU) ed il record dei campionati (RC) erano i seguenti:
| Record                | Prestazione | Atleta                        | Data                                   | Competizione   |
| --------------------- | ----------- | ----------------------------- | -------------------------------------- | -------------- |
| Record mondiale       | 43"03       | Wayde van Niekerk Sudafrica   | 14 agosto 2016 Rio de Janeiro, Brasile | Olimpiadi 2016 |
| Record europeo        | 44"33       | Thomas Schönlebe Germania Est | 3 settembre 1987 Roma, Italia          | Mondiali 1987  |
| Record dei campionati | 44"52       | Iwan Thomas Gran Bretagna     | 21 agosto 1998 Budapest, Ungheria      | Europei 1998   |

## Risultati

### 1º turno
Passano alle semifinali i primi tre atleti di ogni batteria (Q) e i tre atleti con i migliori tempi tra gli esclusi (q).
| Pos. | Batteria | Corsia | Nome                  | Nazionalità   | Tempo | Note                                     |
| ---- | -------- | ------ | --------------------- | ------------- | ----- | ---------------------------------------- |
| 1    | 2        | 8      | Jonathan Borlée       | Belgio        | 45"19 | Q                                        |
| 2    | 1        | 8      | Kévin Borlée          | Belgio        | 45"29 | Q                                        |
| 3    | 2        | 7      | Matteo Galvan         | Italia        | 45"48 | Q                                        |
| 4    | 1        | 6      | Ricardo dos Santos    | Portogallo    | 45"55 | Q                                        |
| 5    | 2        | 6      | Jānis Leitis          | Lettonia      | 45"56 | Q                                        |
| 6    | 2        | 4      | Samuel García         | Spagna        | 45"63 | q                                        |
| 7    | 4        | 6      | Dwayne Cowan          | Gran Bretagna | 45"75 | Q                                        |
| 8    | 1        | 7      | Vitaliy Butrym        | Ucraina       | 45"82 | Q                                        |
| 9    | 1        | 2      | Pavel Maslák          | Rep. Ceca     | 45"83 | q                                        |
| 10   | 3        | 1      | Dylan Borlée          | Belgio        | 45"84 | Q                                        |
| 11   | 3        | 7      | Robert Parge          | Romania       | 45"99 | Q                                        |
| 12   | 4        | 5      | Donald Blair-Sanford  | Israele       | 46"00 | Q                                        |
| 13   | 4        | 3      | Patrick Schneider     | Germania      | 46"15 | Q                                        |
| 14   | 4        | 4      | Łukasz Krawczuk       | Polonia       | 46"17 | q                                        |
| 15   | 2        | 3      | Dariusz Kowaluk       | Polonia       | 46"18 |                                          |
| 16   | 3        | 8      | Martyn Rooney         | Gran Bretagna | 46"27 | Q                                        |
| 17   | 3        | 6      | Oleksiy Pozdnyakov    | Ucraina       | 46"47 |                                          |
| 18   | 3        | 4      | Patrik Šorm           | Rep. Ceca     | 46"52 |                                          |
| 19   | 3        | 2      | Johannes Trefz        | Germania      | 46"53 |                                          |
| 20   | 1        | 3      | Yavuz Can             | Turchia       | 46"58 |                                          |
| 21   | 4        | 7      | Michal Desensky       | Rep. Ceca     | 46"68 |                                          |
| 22   | 1        | 1      | Christopher O'Donnell | Irlanda       | 46"81 | Miglior prestazione personale stagionale |
| 23   | 4        | 2      | Erik Martinsson       | Svezia        | 46"87 |                                          |
| 24   | 4        | 8      | Batuhan Altıntaş      | Turchia       | 46"91 |                                          |
| 25   | 2        | 5      | Stanislav Senyk       | Ucraina       | 47"10 |                                          |
| 26   | 3        | 5      | Tony Nõu              | Estonia       | 47"19 |                                          |
| 27   | 1        | 5      | Mateo Ružić           | Croazia       | 47"32 |                                          |
| 28   | 2        | 2      | Franko Burraj         | Albania       | 47"56 |                                          |
| 29   | 1        | 4      | Jessy Franco          | Gibilterra    | 48"12 | Miglior prestazione personale            |
| 30   | 3        | 3      | Joel Burgunder        | Svizzera      | 48"78 |                                          |

### Semifinali
Oltre agli atleti qualificatisi nel primo turno, accedono direttamente alle semifinali i nove atleti che avevano il miglior ranking europeo prima della manifestazione. Questi atleti sono: Matthew Hudson-Smith, Oscar Husillos, Liemarvin Bonevacia, Karsten Warholm, Karol Zalewski, Lucas Búa, Davide Re, Luka Janezic e Rabah Yousif.
Passano alla finale i primi due atleti di ogni batteria (Q) e i due atleti con i migliori tempi tra gli esclusi (q).
| Pos. | Semifinale | Corsia | Nome                 | Nazionalità   | Tempo | Note                                     |
| ---- | ---------- | ------ | -------------------- | ------------- | ----- | ---------------------------------------- |
| 1    | 1          | 4      | Matthew Hudson-Smith | Gran Bretagna | 44"76 | Q                                        |
| 2    | 1          | 5      | Jonathan Borlée      | Belgio        | 44"87 | Q                                        |
| 3    | 3          | 5      | Karsten Warholm      | Norvegia      | 44"91 | Q                                        |
| 4    | 3          | 6      | Luka Janezic         | Slovenia      | 44"93 | Q                                        |
| 5    | 3          | 3      | Kévin Borlée         | Belgio        | 45"07 | q                                        |
| 6    | 2          | 5      | Karol Zalewski       | Polonia       | 45"11 | Q                                        |
| 7    | 1          | 7      | Ricardo dos Santos   | Portogallo    | 45"14 | q                                        |
| 8    | 2          | 4      | Óscar Husillos       | Spagna        | 45"17 | Q                                        |
| 8    | 1          | 6      | Matteo Galvan        | Italia        | 45"17 | Miglior prestazione personale stagionale |
| 10   | 2          | 6      | Rabah Yousif         | Gran Bretagna | 45"30 | Miglior prestazione personale stagionale |
| 11   | 3          | 4      | Liemarvin Bonevacia  | Paesi Bassi   | 45"39 |                                          |
| 12   | 1          | 2      | Dwayne Cowan         | Gran Bretagna | 45"45 | Miglior prestazione personale stagionale |
| 13   | 1          | 3      | Lucas Búa            | Spagna        | 45"48 |                                          |
| 14   | 2          | 3      | Davide Re            | Italia        | 45"53 |                                          |
| 14   | 2          | 8      | Jānis Leitis         | Lettonia      | 45"53 | Record nazionale                         |
| 16   | 1          | 8      | Pavel Maslák         | Rep. Ceca     | 45"59 | Miglior prestazione personale stagionale |
| 17   | 2          | 7      | Dylan Borlée         | Belgio        | 45"63 |                                          |
| 18   | 3          | 7      | Donald Blair-Sanford | Israele       | 45"68 |                                          |
| 19   | 3          | 1      | Martyn Rooney        | Gran Bretagna | 45"73 | Miglior prestazione personale stagionale |
| 20   | 1          | 1      | Łukasz Krawczuk      | Polonia       | 45"78 | Miglior prestazione personale stagionale |
| 21   | 3          | 8      | Samuel García        | Spagna        | 45"87 |                                          |
| 22   | 3          | 2      | Vitaliy Butrym       | Ucraina       | 46"01 |                                          |
| 23   | 2          | 1      | Robert Parge         | Romania       | 46"07 |                                          |
| 24   | 2          | 2      | Patrick Schneider    | Germania      | 46"58 |                                          |

### Finale
| Pos. | Corsia | Nome                 | Nazionalità   | Tempo | Note |
| ---- | ------ | -------------------- | ------------- | ----- | ---- |
|      | 3      | Matthew Hudson-Smith | Gran Bretagna | 44"78 |      |
|      | 1      | Kévin Borlée         | Belgio        | 45"13 |      |
|      | 4      | Jonathan Borlée      | Belgio        | 45"19 |      |
| 4    | 5      | Karol Zalewski       | Polonia       | 45"34 |      |
| 5    | 7      | Luka Janežič         | Slovenia      | 45"43 |      |
| 6    | 8      | Óscar Husillos       | Spagna        | 45"61 |      |
| 7    | 2      | Ricardo dos Santos   | Portogallo    | 45"78 |      |
| 8    | 6      | Karsten Warholm      | Norvegia      | 46"68 |      |